# Флойд Мейвезер — Конор Макгрегор
Флойд Мейвезер против Конора Макгрегора — боксёрский PPV поединок в полусреднем весе, за специальный пояс WBC Money Belt.
Бой состоялся 26 августа 2017 года в Парадайсе (пригород Лас-Вегаса) на Ти-Мобайл Арене. Победу техническим нокаутом в 10-м раунде одержал Флойд Мейвезер.
Дебют на профессиональном боксёрском ринге бойца смешанных боевых искусств, бывшего чемпиона UFC в лёгком и полулёгком весе Конора Макгрегора.
Последний бой Флойда Мейвезера на профессиональном ринге.

## Предыстория
|                  |                                                                                              |                                                                                              |
| Соперник         | Флойд Мейвезер — Конор Макгрегор                                                             | Флойд Мейвезер — Конор Макгрегор                                                             |
| Место проведения | Ти-Мобайл Арена, Парадайс, Невада, США                                                       | Ти-Мобайл Арена, Парадайс, Невада, США                                                       |
| Результат        | Победа Флойда Мейвезера техническим нокаутом в 10-м раунде в 12-и раундовом бою              | Победа Флойда Мейвезера техническим нокаутом в 10-м раунде в 12-и раундовом бою              |
| Статус           | Бой за специальный пояс WBC Money Belt                                                       | Бой за специальный пояс WBC Money Belt                                                       |
| Рефери           | Роберт Бёрд                                                                                  | Роберт Бёрд                                                                                  |
| Счёт судей       | Берт А. Клеменс: 89-82; Дэйв Моретти: 87-83; Гуидо Каваллери: 89-81 (Все в пользу Мейвезера) | Берт А. Клеменс: 89-82; Дэйв Моретти: 87-83; Гуидо Каваллери: 89-81 (Все в пользу Мейвезера) |
| Время            | 1:05 минут                                                                                   | 1:05 минут                                                                                   |
| Трансляция       | Showtime, Sky Sports, FOX Premium Action, Первый канал, 2+2                                  | Showtime, Sky Sports, FOX Premium Action, Первый канал, 2+2                                  |
| Промоутер        | Floyd Mayweather Jr                                                                          | Floyd Mayweather Jr                                                                          |
|                  | Мейвезер                                                                                     | Макгрегор                                                                                    |
| Вес              | 67.8 кг                                                                                      | 69.4 кг                                                                                      |
| Результаты боёв  | до боя: 49(26КО) — 0 после боя:50(27KO) — 0                                                  | до боя: 0 — 0 после боя:0 — 1                                                                |
| Гонорар          | 100 000 000 $                                                                                | 30 000 000 $                                                                                 |

## После боя
По итогам боя Флойд Мейвезер заявил что специально «слил» старт встречи Макгрегору:
«Вы все пытались протестовать против боя Мейвезер — МакГрегор, так ведь? Но я скажу вам правду. Я говорю вам правду, знаете, я поддавался МакГрегору. Знайте, я пошёл на это, чтобы угодить вам»

Макгрегор же подчеркнул, что смог бы победить Флойда Мейвезера, если бы получил шанс на реванш:
«Он три раза менял тактику по ходу боя. В третий раз он использовал мексиканский стиль — поднял перчатки, присел и начал наступать. Это застало меня врасплох, поскольку он никогда раньше так не действовал. Я не ожидал этого, не был готов, и это принесло ему победу. Он молодец, но таковы факты. Если бы у меня был ещё один шанс, я бы победил»

## Трансляция
В США бой транслировался телеканалом Showtime по технологии pay-per-view («плата за просмотр»), также на сайте Showtime и UFC.tv. В Великобритании и Ирландии права на трансляцию боя имел телеканал Sky Sports Box Office. В Латинской Америке бой транслировался по телеканалу FOX Premium Action, в Бразилии по Globosat Combate.
В России бой транслировался «Первым каналом», также на сайте букмекерской конторы «Фонбет» и в клубах компании. На украинском телевидении поединок показал телеканал 2+2.

## Итоги PPV
По итогам боя, телеканал Showtime обнародовал официальную цифру платных показов. Поединок сумел собрать 4,3 миллиона PPV (на момент боя, 2-й показатель в истории), не сумев обогнать по этому показателю бой Мейвезер — Пакьяо.